# Rejon Szuszi
Rejon Szuszi — jednostka podziału administracyjnego Republiki Górskiego Karabachu od 1991, a w latach 1923-1991 – Nagorno-Karabachskiego Obwodu Autonomicznego. 
Rejon Szuszi RGK poza obszarem rejonu Szuszi dawnego NKOA obejmował również część rejonu Laçın Azerbejdżanu. 7 listopada 2020 roku miejscowości Szuszi oraz Karin Tak zostały odbite przez wojska azerskie i na mocy porozumienia pokojowego z 9 listopada powróciły pod kontrolę Azerbejdżanu oraz zmieniły swoje nazwy na odpowiednio Şuşa oraz Daşaltı.